# Pèlerinage de Mazu Baishatun
 (signalé en mai 2025).
Si vous disposez d'ouvrages ou d'articles de référence ou si vous connaissez des sites web de qualité traitant du thème abordé ici, merci de compléter l'article en donnant les références utiles à sa vérifiabilité et en les liant à la section « Notes et références ».
- Archive Wikiwix
- Bing
- Cairn
- DuckDuckGo
- E. Universalis
- Gallica
- Google
- G. Books
- G. News
- G. Scholar
- Persée
- Qwant
- (zh) Baidu
- (ru) Yandex
- (wd) trouver des œuvres sur Wikidata

Le pèlerinage de Mazu Baishatun (chinois : 白沙屯媽祖進香 ; pinyin : Báishātún Māzǔ jìnxiāng) se déroule habituellement entre le premier et le quatrième mois de l’année lunaire. Il s’agit d’un des événements taoïstes majeurs de Taïwan depuis 1863. Après chaque nouvelle année lunaire, la statue de Mazu du temple Gongtian (chinois : 白沙屯媽祖進香 ; pinyin : Báishātún Māzǔ jìnxiāng) à Baishatun, Tongxiao, dans le comté de Miaoli, est placée sur un palanquin et portée en procession jusqu’à un autre temple de Mazu, le temple Chaotian (chinois : 朝天宮 ; pinyin : Cháo tiāngōng), situé à Beigang dans le comté de Yunlin. La statue est ensuite ramenée au temple Gongtian, mettant fin au pèlerinage, qui couvre une distance d’environ 400 kilomètres.
Un autre statue de Mazu, appelée « Mazu du côté de la montagne » (chinois : 山邊媽祖 ; pinyin : Shān-biān māzǔ) et venant de Houlong (chinois : 後龍鎮) dans le comté de Maoli, participe également au pèlerinage.

## Caractéristiques
Mazu, parfois orthographiée « Matsu », déesse de la mer protégeant les marins durant leurs traversées, est particulièrement révérée à Taïwan grâce à son image de divinité miséricordieuse. Cela explique la popularité  à Taïwan des pèlerinages impliquant Mazu.
Durant tout le pèlerinage, le palanquin de Mazu est porté par des personnes allant à pied. De nombreux pèlerins suivent le palanquin, traditionnellement en marchant à ses côtés, mais également en scooter, voiture ou vélo. La durée et le chemin emprunté par le pèlerinage diffère d’une année sur l’autre : il était de six jours et cinq nuit en 2009 et de douze jours et onze nuits en 2017.
Une des caractéristiques principales du pèlerinage Baishatun est donc le chemin emprunté. Bien que le départ et l’arrivée reste inchangés, la route est imprévisible et varie à chaque fois. Les porteurs du palanquin déclarent suivre la volonté de la déesse, leur indiquant où tourner et où s’arrêter. Ce sont donc les seuls à connaître le chemin. Les pèlerins suivent le palanquin sans savoir quand ils arriveront à destination. Ainsi, ce pèlerinage est vu comme le plus difficile de Taïwan.  

## Source de la traduction
- (en) Cet article est partiellement ou en totalité issu de l’article de Wikipédia en anglais intitulé « Baishatun Mazu Pilgrimage » (voir la liste des auteurs).